# Coelogyne malipoensis
Coelogyne malipoensis é uma espécie de orquídea epífita, família Orchidaceae, originária de Yunnan, na China, até o Vietnam.